# 福布斯氏鏢鱸
福布斯氏鏢鱸為輻鰭魚綱鱸形目鱸亞目河鱸科的其中一種，分布於美國Cumberland河流域，體長可達7.4公分，棲息在岩石底質、流動緩慢或靜止的溪流。